# 法姆維爾鎮區 (北卡羅萊納州皮特縣)
法姆維爾鎮區（英語：Farmville Township）是位於美國北卡羅萊納州皮特縣的一個鎮區。

## 地方資料
法姆維爾鎮區的面積為94.53平方千米，皆為陸地。根據2020年美國人口普查的數據，當地共有人口5773人，而人口密度為每平方千米61.07人。